# سیارک ۴۹۲

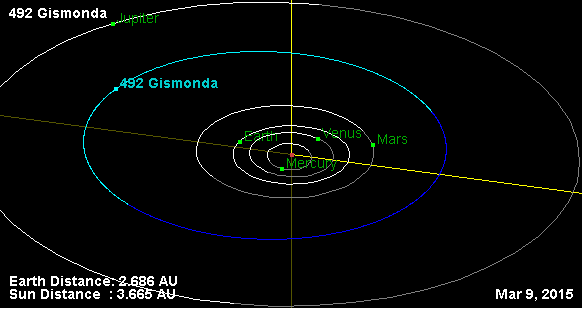
نمایی از محل قرارگیری سیارک ۴۹۲ در مدار – ۲۰۱۵

سیارک ۴۹۲ (به انگلیسی: 492 Gismonda، نامگذاری:1902JR) چهارصد و نود و دومین سیارک کشف شده‌است که در ۳ سپتامبر ۱۹۰۲ و در هایدلبرگ کشف شد.
قدر مطلق سیارک برابر ۹٫۸۰ است.